# Marcha Federal en Argentina de 1994
Se conoció con el nombre de Marcha Federal a una manifestación masiva que tuvo lugar en Argentina el 6 de julio del año 1994, durante el gobierno presidente de la Nación Argentina por el Partido Justicialista, Carlos Menem, y atrajo alrededor de 50 mil manifestantes provenientes de diversos puntos del país.  
La marcha fue organizada por organizaciones gremiales creadas por entonces, como la CTA, el MTA o la CCC, las cuales buscaban distanciarse de la CGT. La marcha partió de La Quiaca y fue recibiendo columnas de manifestantes a lo largo del país, finalizando en la Plaza de Mayo. Contó con la participación de distintos sectores, como docentes, estudiantes, pequeños productores y empresarios, representantes de comunidades indígenas y jubilados, entre otros; así como de los principales partidos opositores, la Unión Cívica Radical y el Frente Grande, y numerosos autoconvocados. 
El grueso de los manifestantes provenía del interior del país, teniendo lugar una baja participación de la población del conurbano bonaerense o de la Capital. Algunos medios consideraron a la marcha un éxito en atraer la atención sobre los efectos del modelo económico menemista en el interior del país. Otros consideraron que la cantidad de gente convocada fue menor a la esperada.